# Dinastia Tsangpa
La dinastia Tsangpa (tibetano: གཙང་པ; Wylie: gTsang pa) dominò larghe parti del Tibet dal 1565 al 1642. Fu l'ultima dinastia reale tibetana a governare in maniera autonoma. Il regime fu fondata da Karma Tseten, servitore del principe della dinastia Rinpungpa e governatore di Shigatse nello Tsang (Tibet centro-occidentale) a partire dal 1548. 

## Rovesciamento dei Rinpungpa
Durante il XVI secolo il Tibet era frammentato tra fazioni rivali, per motivi sia religiosi che dinastici. La vecchia dinastia Phagmodrupa perse qualsiasi parvenza di potere dopo il 1564, e i suoi rivali Rinpungpa erano ugualmente incapaci di raggiungere l'unità. Tra le scuole religiose la setta Karmapa competeva contro il Gelugpa, che era guidata dal capo noto in seguito come Dalai Lama. Secondo la tradizione Karma Tseten ottenne una truppa di cavalieri alterando un documento emesso dal suo padrone, il signore Rinpungpa. Egli allora issò lo stendardo della ribellione nel 1557, e riuscì a soppiantare i Rinpungpa nel 1565. Noto come Depa Tsangpa o Tsang Desi, divenne il re dell'Alto Tsang e si alleò con il quinto "Berretto Rosso Karmapa" o Shamarpa, gerarca della setta Karma Kagyü, Köncho Yenlak.

## Lotta contro il Gelugpa
La storia dei più stretti successori di Karma Tseten non è ben conosciuta, ma all'inizio del XVII secolo la dinastia è menzionata frequentemente come un concorrente per il potere sul Tibet. La famiglia si oppose generalmente al Gelugpa e ai Dalai Lama, il cui potere nel frattempo aumentò nell'Ü (Tibet centro-orientale). Il sovrano Tsangpa Karma Phuntsok Namgyal (o, in un altro resoconto, suo zio Karma Tensung) reagì invadendo Ü dalla sua base nello Tsang nel 1605 e attaccando i monasteri di Tibet e Sera. Si dice che 5.000 monaci siano stati massacrati in questa occasione. Tsangpa espulse le truppe mongole che assistevano il quarto Dalai Lama Yönten Gyatso, lui stesso un principe mongolo per nascita. Yonten Gyatso dovette fuggire e il sovrano Tsangpa fu vicino a diventare re del Tibet. Nel 1612 e nel 1613 sottomise numerosi regimi locali nel Tibet occidentale: Ngari Gyalpo, Lhopa e Changpa. Ebbe meno successo contro il Bhutan, dove il suo nemico Ngawang Namgyal, l'abate del Monastero di Ralung, aveva trovato rifugio.

## Espansione e risposta mongola
Nel 1618 Tsangpa si spinse ulteriormente in Ü e sconfisse i capi locali di Kyishod e Tsal. L'anno seguente (1619) fu conquistato il regno tibetano occidentale di Gungthang. L'egemonia dei Tsangpa fu, tuttavia, solo di breve durata. Dopo la morte di Yonten Gyatso, il suo successore come Dalai Lama Lozang Gyatso (1617–1682) ricevette aiuto dalle tribù mongole. I Mongoli si spinsero in Ü nel 1621 e nel 1635, sconfiggendo le truppe Tsangpa. Allo stesso tempo il sovrano Tsangpa Karma Tenkyong era minacciato da Ladakh ad ovest, anche se non si venne mai ad una guerra aperta.

## Trionfo del Dalai Lama
Nel 1641 il capo dei Mongoli Hošuud della regione di Kokonor, Güshi Khan, partì dall'area interna e attaccò il re di Beri nel Kham (Tibet orientale), che era un praticante della religione Bön e perseguitava i lama buddisti. Dopo aver sconfitto Beri procedette ad attaccare e a catturare Karma Tenkyong, nel 1642. Dopo una rivolta dai sostenitori Tsangpa nello stesso anno, Güshi Khan ordinò di mettere Karma Tenkyong in un sacco di pelle di bue e lo affogò in un fiume Güshi Khan presentò il Tibet, che significava Ü, Tsang e parte del Tibet orientale, al Dalai Lama. In questo modo cominciò lo stato tibetano basato sul Dharma che sarebbe durato fino al 1950.

## Lista dei sovrani
- Karma Tseten 1565-prima del 1582
- Karma Thutob Namgyal nessuna data nota (figlio)
- Khunpang Lhawang Dorje menzionato nel 1582 (fratello)
- Karma Tensung morto nel 1611 (?) (fratello)
- Karma Phuntsok Namgyal prima del 1603-1620 (figlio di Karma Thutob Namgyal)
- Karma Tenkyong 1620-1642 (figlio)